# Paracrorhynchus jondelii
Paracrorhynchus jondelii är en plattmaskart som beskrevs av Artois och Schockaert 200. Paracrorhynchus jondelii ingår i släktet Paracrorhynchus och familjen Polycystididae. Inga underarter finns listade i Catalogue of Life.